# The Bobby Fuller Four
The Bobby Fuller Four — популярний в середині 60-х американський рок-н-рол гурт, заснований Боббі Фуллером в Ель-Пасо, штат Техас.

## Дискографія
- KRLA King of the Wheels (1966)
- I Fought The Law (1966)
- Celebrity Night at PJ's (Відмінений])